# Плюдри
Плюдри (пол. Pludry, нім. Pluder) — село в Польщі, у гміні Добродзень Олеського повіту Опольського воєводства.
Населення — 1123 особи (2011).
У 1975-1998 роках село належало до Ченстоховського воєводства.

## Демографія
Демографічна структура станом на 31 березня 2011 року:
|          | Загалом | Допрацездатний вік | Працездатний вік | Постпрацездатний вік |
| -------- | ------- | ------------------ | ---------------- | -------------------- |
| Чоловіки | 541     | 112                | 380              | 49                   |
| Жінки    | 582     | 121                | 341              | 120                  |
| Разом    | 1123    | 233                | 721              | 169                  |